# Вадбольский, Николай Петрович

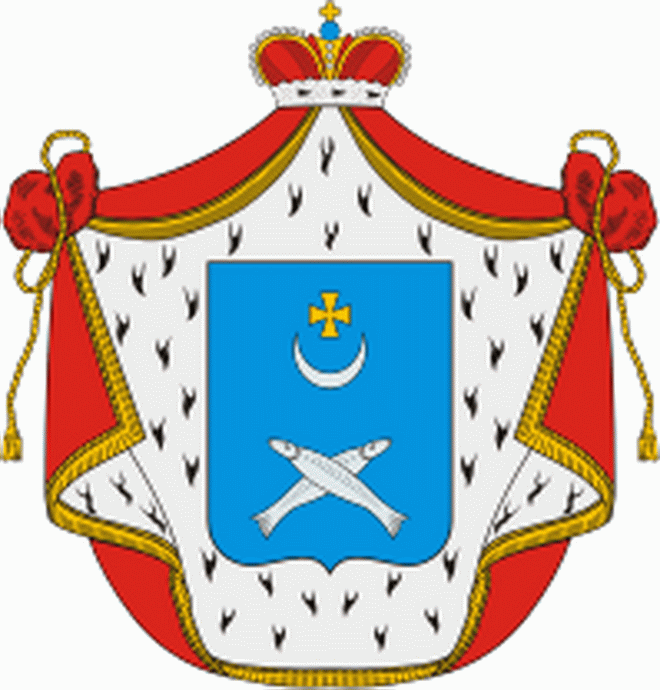
Герб князей Вадбольских

Князь Николай Петрович Вадбольский (1869—1944) — российский военачальник, генерал-лейтенант, участник Первой мировой, Русско-японской и Гражданской войн, командир 7-го Кавказского армейского корпуса.

## Биография
Родился 5 декабря 1869 года в семье действительного статского советника князя Петра Алексеевича Вадбольского.
В 1886 году окончил Первый Московский кадетский корпус, в 1888 году — Павловское военное училище с отличием. После окончания училища подпоручиком был выпущен в Павловский лейб-гвардии полк. В 1892 году произведён в поручики.
В 1895 году окончил Академию Генерального штаба с отличием, был произведён в штабс-капитаны гвардии с переименованием в капитаны Генерального штаба и назначен состоять при штабе Виленского военного округа.
С 1896 года был старшим адъютантом штаба 23-й пехотной дивизии;, одновременно, с 1897 по 1898 годы, отбывал цензовое командование ротой в Павловском лейб-гвардии полку.
С 1899 года проходил обучение в Офицерской кавалерийской школе. В 1900 году был произведён в подполковники и назначен штаб-офицером Николаевской академии генштаба. В 1904 году произведён в полковники за отличие.
С 1904 года участвовал в Русско-японской войне. Сначала был начальником Военного отдела штаба командующего Тихоокеанским флотом; с 1905 года состоял при управлении генерал-квартирмейстера в штабе главнокомандующего на Дальнем Востоке. В 1906 году за дела против японцев был награждён орденами Св. Станислава и Св. Анны 2-й степени с мечами.
С 1907 года — начальник штаба Кавказской кавалерийской дивизии. С 1909 года состоял в распоряжении начальника Генерального штаба. В 1911 году был произведён в генерал-майоры за отличие.

### Первая мировая война
С началом Первой мировой войны, был назначен командиром 3-й бригады Кавказской туземной конной дивизии; 30 января 1915 года за храбрость был награждён Георгиевским оружием:
За то что в бою 13 декабря 1914 года в Западных Карпатах командуя конной бригадой с артиллерией, выбил два батальона противника из рощи между  дд. Рыбне и Березница  и высоты  у последней деревни  и удерживал эти позиции  до конца боя и подхода нашей пехоты.
В 1915 году произведён в генерал-лейтенанты и назначен командиром Сводной кавалерийской дивизии на Юго-Западный фронт. С 1917 года командовал 7-м Кавказским армейским корпусом.

### Гражданская война и Белое движение
С 1918 года участвовал в Белом движении; командующий Южной армией. В 1919 году командовал войсками Южного района Северного Кавказа и был начальником 3-й Терской казачьей дивизии.
В 1920 году эвакуирован из Севастополя за границу.
В 1930-1938 годах председатель Союза русских военных инвалидов в Югославии. В 1944 году был убит.

## Награды
- Орден Святого Станислава 3-й степени (1896 год);
- Орден Святой Анны 3-й степени (1902 год);
- Орден Святого Станислава 2-й степени с мечами (1906 год);
- Орден Святой Анны 2-й степени с мечами (1902 год);
- Орден Святого Владимира 4-й степени (1908 год);
- Орден Святого Владимира 3-й степени (1913 год);
- Георгиевское оружие (1915 год);
- Орден Святой Анны 1-й степени с мечами (1916 год);